# جيفري مالين كريستيان
جيفري مالين كريستيان (17 مايو 1991 في بلجيكا - ) هو لاعب كرة قدم فلبيني في مركز جناح ‏. شارك مع منتخب بلجيكا تحت 17 سنة لكرة القدم ومنتخب الفلبين تحت 23 سنة لكرة القدم ومنتخب الفلبين لكرة القدم. أما مع النوادي، فقد لعب مع نادي سيريس–نيغروس ونادي غلوبال وKM Torhout ‏.

## روابط خارجية
- جيفري مالين كريستيان على موقع قاعدة بيانات كرة القدم.إي يو (الإنجليزية)
- جيفري مالين كريستيان على موقع ناشيونال فوتبول تيمز (الإنجليزية)
- جيفري مالين كريستيان على موقع Soccerway.com (الإنجليزية)